# Oread Spur
Der Oread Spur ist ein 1185 m hoher Bergkamm im ostantarktischen Viktorialand. Er ragt 16 km westlich des Crater Cirque an der Südflanke des Tucker-Gletschers auf.
Teilnehmer einer von 1957 bis 1958 dauernden Kampagne im Rahmen der New Zealand Geological Survey Antarctic Expedition errichteten auf dem Bergkamm eine Vermessungsstation. Sie benannten ihn nach den Oreaden aus der griechischen Mythologie.